# Laurentianita
La laurentianita és un mineral anomenat així per la Universitat Laurentiana de Sudbury (Ontario, Canadà), on va fer-se la investigació a partir de la qual va ser descobert el mineral.

## Característiques
La laurentianita és un mineral de fórmula química Na₃Nb₃Si₄O17·9H₂O. Cristal·litza en el sistema trigonal.
L'exemplar que va servir per a determinar l'espècie, el que es coneix com a material tipus, es troba conservat al Museu Reial d'Ontario amb el número de catàleg m55369.

## Formació i jaciments
En la seva localitat tipus el mineral es trobà en una roca d'escombrera altament oxidada, possiblement a partir d'una sienita sodalítica preexistent. El mineral és considerat com un producte d'alteració tardana. Es troba associat a quars, pirita, franconita, rútil i lepidocrocïta.